# Наталис, Михаэль

Гравюра «Св. Семейство» Михаэля Наталиса

Михаэль Наталис (Michaël Noël, прозванный Michaël Natalis; 10 октября 1610, Льеж — 3 сентября 1668, там же) — фламандский гравёр.
Учился мастерству монетной гравюры у своего отца, Жерома Ноэля (согласно ЭСБЕ, «незначительного гравёра»), в Люттихе (Льеже), в 1614—1633 годах. В 1633 году отправился совершенствоваться сначала в Париж, а затем в Рим, где банкир Джустиниани, по рекомендации художника Зандрарта, поручил ему, вместе с другими мастерами, воспроизвести в гравюрах целую галерею антиков.
В 1639 году вернулся в Льеж и женился. В 1640—1642 годах жил в Антверпене, где занимался изготовлением гравюр с работ Абрахама ван Дипенбека, сотрудничая с издателем Мартином ван ден Энденом. В 1647 году работал в Париже, в 1648 году вновь вернулся в Льеж. В 1653 году получил звание придворного гравера герцога кёльнского, а в 1658 году был приглашен в Париж, для исполнения портрета немецкого императора Леопольда. В 1661 году вновь некоторое время жил в Париже. В 1668 году король Франции Людовик XIV решил предложить ему место придворного гравёра, однако его посланник не успел доставить просьбу короля в Льеж до смерти Наталиса.
Наиболее известные из его произведений в портретном роде — портреты голландского поэта Якоба Катса и маркиза дель Гвасто с его возлюбленной в виде Тициановской «Венеры». Число гравюр Наталиса с исторических картин значительнее количества его портретных эстампов; из этих гравюр известны:
- «Св. Семейство» с картины А. дель Сарто (изготовлена в Париже в 1647 году по заказу Себастьяна Бурдона);
- «Св. Франциск» с картины А. Дипенбека.